# NGC 1129
NGC 1129 (другие обозначения — UGC 2373, MCG 7-7-4, ZWG 539.124, VV 85, ZWG 540.6, PGC 10959) — эллиптическая галактика (E) в созвездии Персей.
Этот объект входит в число перечисленных в оригинальной редакции «Нового общего каталога».
В галактике вспыхнула сверхновая SN 2007ke типа Ib, её пиковая видимая звездная величина составила 18,5.